# Referencias históricas no cristianas sobre Jesús de Nazaret
Las referencias históricas no cristianas sobre Jesús de Nazaret complementan a los evangelios, y al resto de los libros del Nuevo Testamento y de los escritos cristianos. Hay un número de referencias a Jesús, aunque la mayoría de ellas manifiestan problemas vinculados a la autenticidad y a la interpretación. La alusión directa más antigua no cristiana a Jesús llamado Cristo (aunque se afirma que puede tratarse de una interpolación posterior, pero manteniéndose un núcleo auténtico) se encuentra en la obra de Flavio Josefo Antigüedades judías (escrita hacia los años 93-94), más de medio siglo después de la muerte de Jesús. Todavía en el siglo II las menciones son pocas. Ninguna de ellas aporta información sustancial para conocer la vida o el mensaje de Jesús de Nazaret, pero sí sirven para documentar su existencia histórica. Mucha información se perdió durante la prohibición del cristianismo primitivo y el incendio de Jerusalén.
Jesús aparece mencionado en repetidas ocasiones en obras de escritores romanos como Tácito, Suetonio, Flavio Josefo y Plinio el Joven. The New Encyclopaedia Britannica (1995) afirma: «Estos relatos independientes demuestran que en la antigüedad ni siquiera los opositores del cristianismo dudaron de la historicidad de Jesús, que comenzó a ponerse en tela de juicio, sin base alguna, a finales del siglo XVIII, a lo largo del XIX y a principios del XX».
Cronológicamente, Nazaret aparece citada por primera vez en los evangelios (siglo I d. C.). Las siguientes referencias conocidas sobre Nazaret provienen de tres teólogos e historiadores cristianos: Sexto Julio Africano, fechado alrededor del año 221 d. C. Orígenes (c. 185-254 d. C.), denominando la ciudad como «Nazar» y «Nazaret». y, finalmente, Eusebio hace referencia al asentamiento de Nazara (c. 275-339 d. C.). Existe también evidencia epigráfica en la sinagoga de Cesárea Marítima sobre Nazaret datada en el siglo IV d. C. sobre eventos, posiblemente, del siglo II d. C.

## Flavio Josefo
Las Antigüedades judías son una crónica del historiador judeorromano Flavio Josefo que narra la historia del pueblo judío de una manera razonablemente completa. Los intereses de Flavio Josefo —entre ellos, ganar la simpatía de Roma hacia los judíos— lo llevan, sin embargo, a minimizar las noticias que pudieran resultar conflictivas.
Josefo no menciona a los líderes del pequeño grupo de cristianos (Pedro y Pablo) ni a María, la madre de Jesús. Sin embargo, dos párrafos tratan directamente de Jesús:
- En el capítulo 18, párrafos 63 y 64 se encuentra un texto denominado tradicionalmente testimonio flaviano (Antigüedades judías, 18:3:3):

Por aquel tiempo existió un hombre sabio, llamado Jesús, [si es lícito llamarlo hombre], porque realizó grandes milagros y fue maestro de aquellos hombres que aceptan con placer la verdad. Atrajo a muchos judíos y a muchos gentiles. [Era el Cristo.] Delatado por los principales de los judíos, Pilato lo condenó a la crucifixión. Aquellos que antes lo habían amado no dejaron de hacerlo, [porque se les apareció al tercer día resucitado; los profetas habían anunciado éste y mil otros hechos maravillosos acerca de él.] Desde entonces hasta la actualidad existe la agrupación de los cristianos.
Antigüedades judías, 18:3:3.

La autenticidad del fragmento ha sido cuestionada filológicamente e historiográficamente. Aunque hay quienes defienden la autenticidad de este texto, la mayoría de los historiadores y filólogos no consideran que sea totalmente auténtico, al estar plagado de interpolaciones cristianas; manteniéndose, sin embargo, un núcleo escrito por Josefo.

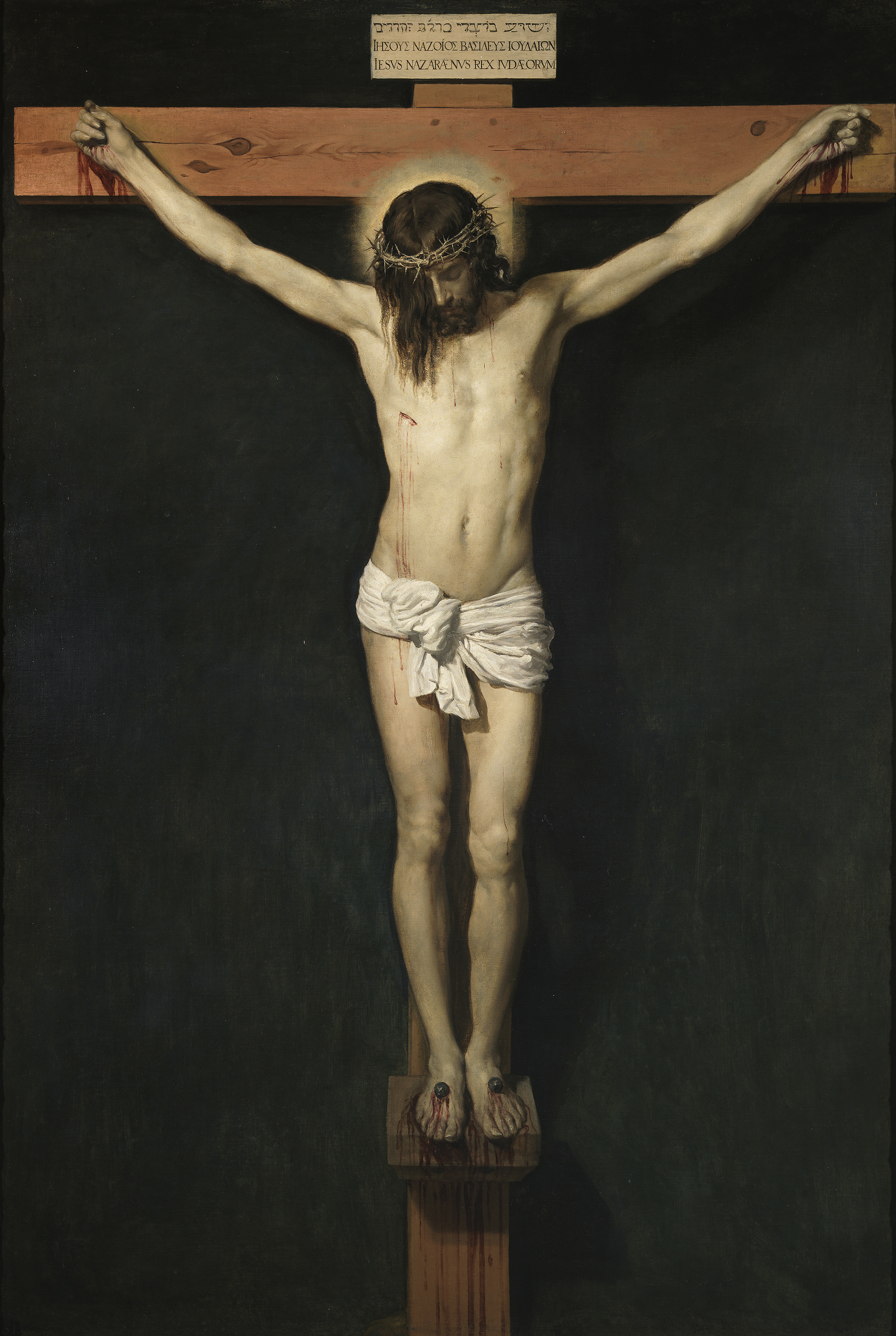
Cristo crucificado, obra de Diego Velázquez.

Se supone que este párrafo ha sido interpolado, probablemente por un lector cristiano que añadió al manuscrito original una nota marginal, incorporada luego en el texto. La suposición se basa sobre todo en la observación de que el pasaje interrumpe el relato, que prosigue en el párrafo siguiente, y que la caracterización de Jesús está redactada en términos que sólo pudo haber empleado un cristiano (especialmente por la afirmación de que Jesús era el Mesías, algo que no pudo decir nunca Josefo, quien siempre se mantuvo en la fe judía). Pero en 1972 el profesor Schlomo Pines, de la Universidad Hebrea en Jerusalén, anunció su descubrimiento de un manuscrito árabe del historiador melquita Agapio, del siglo décimo, en el que el pasaje de Josefo queda expresado de una manera apropiada para un judío, y que se corresponde de una forma tan estrecha a las anteriores proyecciones hechas por eruditos acerca de lo que Josefo habría escrito originalmente. El texto de Agapio es el siguiente:

En este tiempo existió un hombre de nombre Jesús. Su conducta era buena y era considerado virtuoso. Muchos judíos y gente de otras naciones se convirtieron en discípulos suyos. Los convertidos en sus discípulos no lo abandonaron. Relataron que se les había aparecido tres días después de su crucifixión y que estaba vivo. Según esto fue quizá el mesías de quien los profetas habían contado maravillas.
Agapio. Siglo X

- En el capítulo 20 se menciona indirectamente a Jesús al relatar la muerte de su hermano Jacobo Santiago (contracción del latín Sanct’ Iagus, esto es, san Jacobo):

Ananías era un saduceo sin alma. Convocó astutamente al Sanedrín en el momento propicio. El procurador Festo había fallecido. El sucesor, Albino, todavía no había tomado posesión. Hizo que el sanedrín juzgase a Santiago, el hermano de Jesús, [llamado Cristo] y a algunos otros. Los acusó de haber transgredido la ley y los entregó para que fueran apedreados.
Antigüedades judías, 20:9:1.

Esta cita ayuda a datar la muerte de Santiago, hermano de Jesús, en el año 62. El texto del capítulo 20 es filológica e historiográficamente más consistente que el testimonio flaviano. Coincide formalmente con el estilo de Josefo, y parece poco probable una interpolación cristiana por la falta de énfasis hagiográfico.
De este segundo texto se discute si es una interpolación el texto entre corchetes, aunque, siguiendo al profesor Antonio Piñero, la mayoría de los historiadores y filólogos se inclinan por su autenticidad porque Josefo cita en su libro a muchos personajes de nombre Jesús y no parece extraño que añadiese algo al nombre para distinguirlo.
En otro pasaje (Antigüedades judías 18:5:2) se hace referencia a la muerte de Juan el Bautista a manos de Herodes, pero sin mencionar su relación con Jesús.

## Plinio el joven

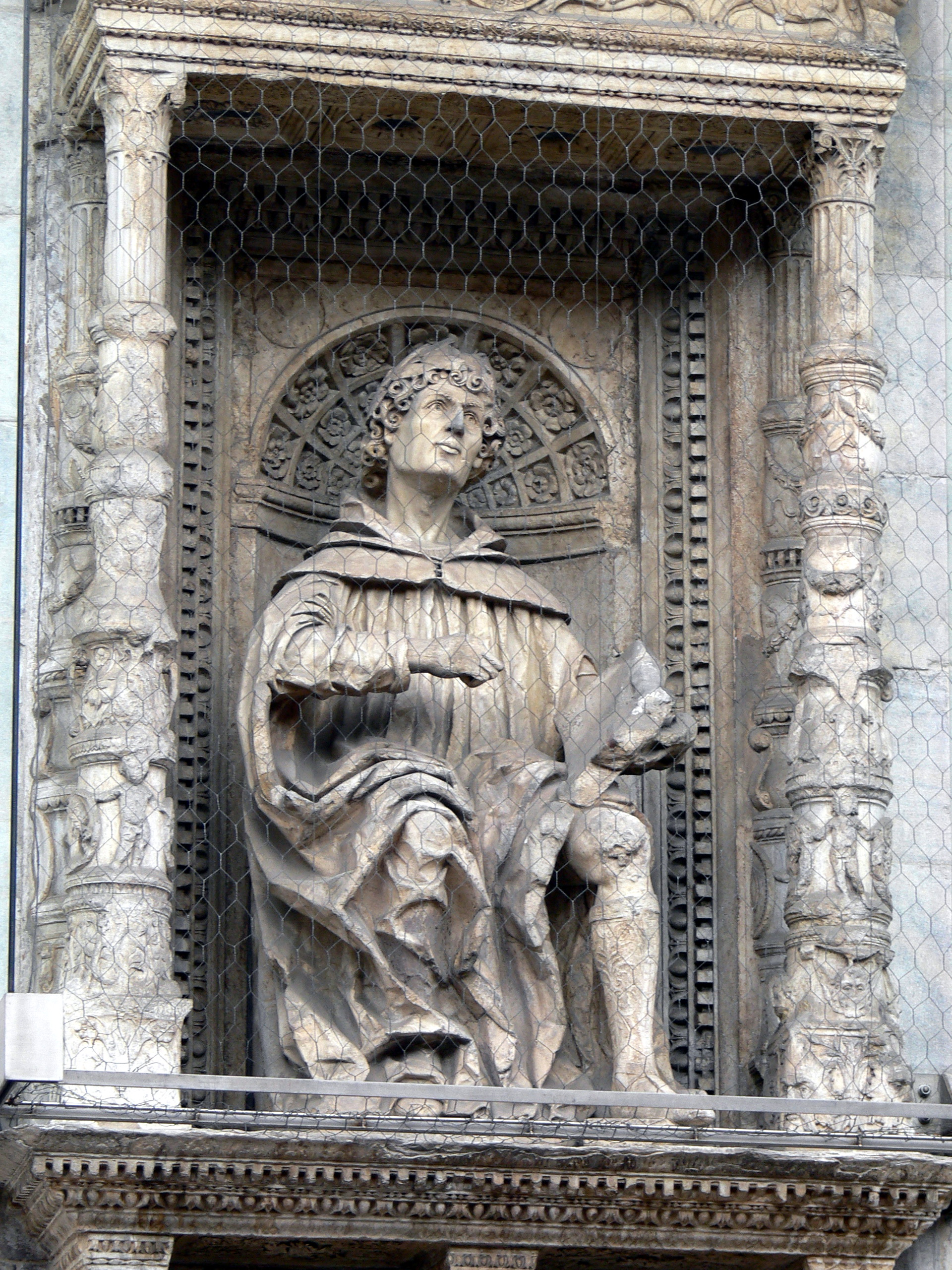
Estatua de Plinio el Joven.

Plinio el Joven, entre los años 100 y 112 escribió una carta al emperador Trajano preguntándole acerca de cómo debía conducirse hacia los cristianos, y las medidas que como gobernador tomó contra ellos (Plin. J., Epist. X, XCVI, C. Plinius Traiano Imperatori), especialmente parágr. 5, 6 y 7:

5 praeterea male dicerent Christo... 6  <Hi> quoque omnes et imaginem tuam deorumque simulacra venerati sunt et Christo male dixerunt... 7 quod essent soliti stato die ante lucem convenire, carmenque Christo quasi deo dicere...

5...Y que además maldijeran a Cristo... 6 Éstos todos veneraron tu imagen y las efigies de los dioses, y maldijeron a Cristo... 7 (dijeron) que acostumbran reunirse al amanecer y cantan un himno a Cristo, casi como a un dios)

(En Wikisource se puede ver el texto traducido al castellano).
Este testimonio deja claro que se transmite literalmente de las declaraciones, reafirmaciones o retractaciones de los propios imputados de cristianismo, y en él un magistrado romano se hace eco tres veces de Cristo como persona real y objeto de culto de una secta.

## Tácito
Tácito aporta otra referencia histórica en el año 116 o 117:

Ergo abolendo rumori Nero subdidit reos et quaesitissimis poenis adfecit, quos per flagitia invisos vulgus Chrestianos appellabat. Auctor nominis eius Christus Tibero imperitante per procuratorem Pontium Pilatum supplicio adfectus erat; repressaque in praesens exitiabilis superstitio rursum erumpebat, non modo per Iudaeam, oríginem eius mali, sed per urbem etiam, quo cuncta mundique atrocia aut pudenda confluunt celebranturque.

Por lo tanto, aboliendo los rumores, Nerón subyugó a los reos y los sometió a penas e investigaciones; por sus ofensas, el pueblo, que los odiaba, los llamaba “cristianos”, nombre que toman de un tal Cristo, que en época de Tiberio fue ajusticiado por Poncio Pilato; reprimida por el momento, la fatal superstición irrumpió de nuevo, no sólo en Judea, de donde proviene el mal, sino también en la metrópoli [Roma], donde todas las atrocidades y vergüenzas del mundo confluyen y se celebran.
Anales, 15:44:2-3

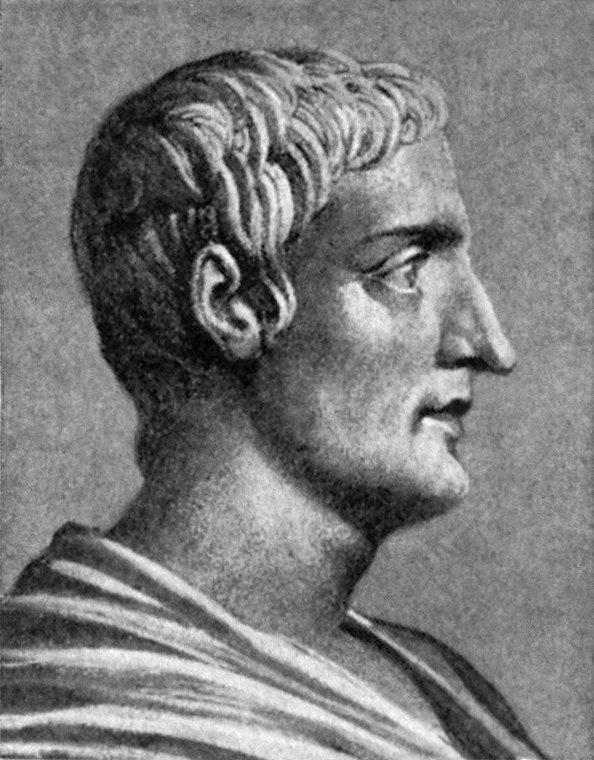
Efigie figurada de Tácito.

Aunque la autenticidad del texto de Tácito no ha sido cuestionada, numerosos autores han indicado que se desconocen sus fuentes. Se ha barajado la posibilidad de que se basara en Plinio el Joven (ver supra) o en las confesiones de los propios cristianos frente a la persecución policial. El fragmento aparece en el contexto de una larga diatriba contra los males del gobierno de Nerón, y se ha indicado que el interés de Tácito no estaba en el fenómeno cristiano en sí mismo, sino en la crítica al emperador. “A los discípulos se les llamó cristianos por primera vez en Antioquía” (Hch 11:26.) Es posible que este nombre ya se usara en el año 44 d. C., cuando ocurrieron los acontecimientos narrados en este relato del libro de los Hechos, aunque la estructura gramatical del texto no lleva necesariamente a esa conclusión.[cita requerida] Algunos creen que esta denominación se originó poco tiempo después.[cita requerida] En todo caso, es probable que el término ya fuera utilizado cuando se escribió el libro de Hechos de los Apóstoles, ya que su autor lo pone en labios del rey Agripa II: “Por poco me convences de hacerme cristiano”. (Hch 26:28)

## Suetonio
Gayo Suetonio Tranquilo (75-160), escribió alrededor del 120 que el emperador Claudio expulsó de Roma a judíos instigados por un tal 'Chrestus':

Iudaeos, impulsore Chresto, assidue tumultuantis Roma expulit.

A los judíos, instigados por Chrestus, los expulsó de Roma por sus continuas revueltas
Vit. Caes., Claud., 25.

Algunos estudiosos dieron por sentado que el nombre 'Chrestus' equivale a 'Cristo' y que la  diferencia reside simplemente en un problema ortográfico; sin embargo, se trata apenas de una presunción. Chrestus es un nombre común en la Roma imperial, atestiguado en lápidas e inscripciones; en latín significa «buen hombre», «íntegro», «útil», pero también se podía usar en el sentido peyorativo de «simple», «ingenuo», «tonto», y los mismos que defienden esta hipótesis arriesgan que era un apelativo aplicado a los esclavos (entre los que la doctrina cristiana supuestamente tenía más éxito).
Pero Suetonio dice que el emperador expulsó a judíos, no a cristianos, y Chrestus en el texto aparece como un revoltoso en Roma de alrededor de los años 50 y no un predicador de los 30s en Israel. Más allá del nombre, no parece haber relación entre 'Chrestus' y 'Cristo'. 
Años más tarde Suetonio escribió, en una lista de las actividades realizadas por Nerón:

Multa sub eo et animadversa severe, et coercita, nec minus instituta [...]
afflicti suppliciis Christiani, genus hominum superstitionis novae ac maleficae.

Bajo éste [su reinado] se reprimieron y castigaron muchos abusos, dictándose reglamentos muy severos [...]
Nerón infligió suplicios a los cristianos, un género de hombres de una superstición nueva y maligna.
De Vita Caesarum. Nero, XVI.2.

## La carta de Mara Bar-Serapion
En un manuscrito siriaco del siglo VII, que se encuentra actualmente en el Museo Británico de Londres, se recoge una carta de un tal Mara Bar-Serapion. La escribe desde la cárcel a su hijo, exhortándole a buscar la sabiduría. No hay acuerdo sobre la antigüedad de la carta, pero la mayoría de los estudiosos la fechan en la primera mitad del siglo II o incluso en el último cuarto del siglo I. Otros estudiosos afirman que fue escrita en el siglo III. En la carta hay una referencia a un «rey sabio», que ha sido interpretada por varios autores como una alusión a Jesús de Nazaret:

¿Qué ventaja obtuvieron los atenienses cuando mataron a Sócrates? Carestía y destrucción les cayeron encima como un juicio por su crimen. ¿Qué ventaja obtuvieron los hombres de Samo cuando quemaron vivo a Pitágoras? En un instante su tierra fue cubierta por la arena. ¿Qué ventaja obtuvieron los judíos cuando condenaron a muerte a su rey sabio? Después de aquel hecho su reino fue abolido. Justamente Dios vengó aquellos tres hombres sabios: los atenienses murieron de hambre; los habitantes de Samo fueron arrollados por el mar; los judíos, destruidos y expulsados de su país, viven en la dispersión total. Pero Sócrates no murió definitivamente: continuó viviendo en la enseñanza de Platón. Pitágoras no murió: continuó viviendo en la estatua de Hera. Ni tampoco el rey sabio murió verdaderamente: continuó viviendo en la enseñanza que había dado.
citado desde Penna, Romano: Ambiente histórico-cultural de los orígenes del cristianismo: textos y comentarios, pág. 319, Bilbao, 1994.

Algunos autores han interpretado que la abolición del reino de los judíos a que se hace referencia es la destrucción del Templo de Jerusalén en el año 70, y el «rey sabio» por cuya muerte los judíos fueron castigados, Jesús de Nazaret. Entre ellos se encuentran Robert Van Voorst y Bruce Chilton.
El texto parece poco fiable, porque contiene inexactitudes históricas sobre Sócrates y Pitágoras. Además, no hay ninguna prueba de que el «rey sabio» al que alude Mara Bar-Serapion sea Jesús de Nazaret. Craig A. Evans sostiene que la carta es de poco valor dada su fecha incierta y la posible ambigüedad en la referencia.
No se han encontrado más referencias históricas relevantes de procedencia no cristiana acerca de Jesús del siglo I o principios del siglo II, al margen del Nuevo Testamento, pese a que numerosos historiadores y pensadores documentaron bastante exhaustivamente la época (entre ellos Filón de Alejandría, Séneca, Plutarco, Aulo Gelio, y Valerio Flaco). Aunque tal cosa es entendible, puesto que Plutarco, historiador, escribió una Historia de Alejandro Magno, no tendría oportunidad de hablar sobre Jesús; Valerio Flaco era un poeta y escribió sobre héroes griegos; Filón era filósofo y no tenía nada que ver con Jesús, además de morir muy temprano como para hablar de él o el cristianismo (año 45);  lo mismo podría decirse de Séneca, que murió en el año 65, cuando los cristianos apenas comenzaban a tener relevancia; y Aulo Gelio escribió durante el reinado de Marco Aurelio (161-180), cuando es sabido por todos la existencia del cristianismo y de Jesús. Por otro lado, cabe recordar que muchas obras de la Antigüedad se han perdido; así, por ejemplo, de los 20 libros de la obra Noches áticas de Aulo Gelio solo nos han llegado 8, y esa es la única obra que se le conoce.

## Apolonio de Tiana
En su momento el erudito bíblico Bart D. Ehrman en su libro  A Brief Introduction to the New Testament (Una breve introducción al Nuevo Testamento) elabora un prefacio que se consideraría en principio dirigido a la vida de Jesús sin mencionarlo, describiendo así una importante figura del primer siglo; al final, revela el hecho de que a quien realmente ha descrito en el mismo proviene realmente de las historias acuñadas al taumaturgo griego:

«Incluso antes de nacer, se sabía que sería alguien especial. Un ser sobrenatural le informó a su madre que el hijo que ella iba a dar a luz no sería un simple mortal, sino un ser divino. Nació de un milagro, y se convirtió en un joven desusadamente precoz. Como adulto, dejó su hogar y emprendió su ministerio de predicación, implorando a sus escuchas a vivir, no por lo material del mundo, sino por lo espiritual. Reunió un número de discípulos a su alrededor, quienes se convencieron de que sus enseñanzas eran de inspiración divina, esto debido a que él mismo era un ser divino. Lo demostró realizando muchos milagros, curando enfermos, expulsando demonios, y reviviendo muertos. Pero al final de su vida él despertó cierta oposición, y sus enemigos lo entregaron a las autoridades Romanas para que fuera juzgado. Aun así, luego de dejar este mundo, retornó para encontrarse con sus seguidores y convencerlos de que no estaba muerto, sino viviendo en un reino celestial. Tiempo después, algunos de sus discípulos escribieron libros sobre él.»